# Menonita

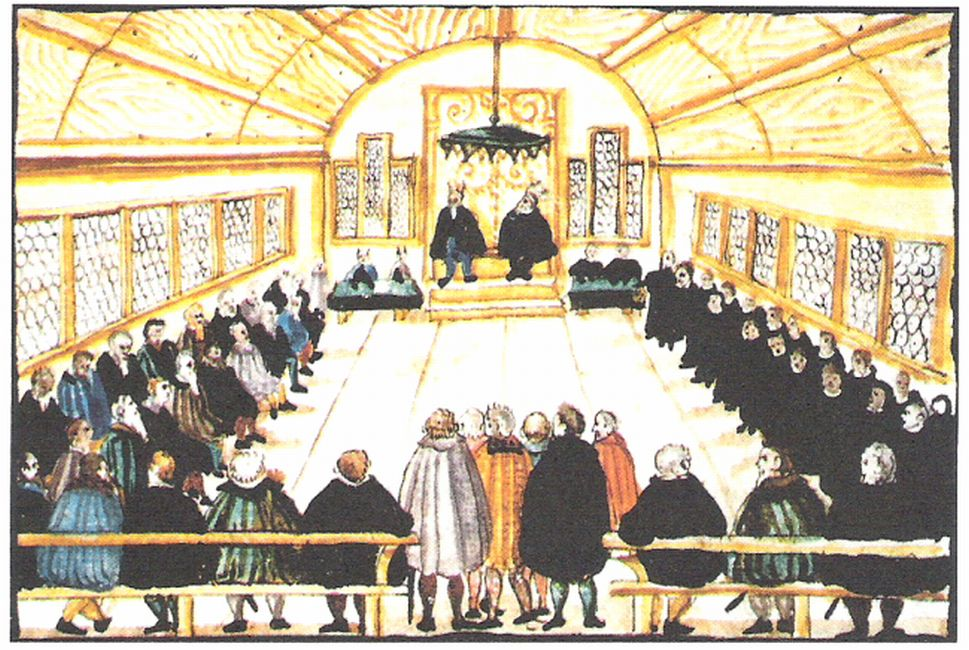
Debate sobre el bautismo en Zürich, 1525. Al fondo a la izquierda dos anabaptistas (Mantz y Blaurock), en el centro los dos alcaldes; a la derecha Zwinglio y Jud. Dibujo de Heinrich Thomann.

Los menonitas son una rama pacifista y trinitaria del movimiento cristiano anabaptista, originado en el siglo XVI durante la Reforma protestante, más concretamente dentro de lo que se denominó la Reforma radical.

## Historia
El movimiento anabaptista tiene sus orígenes en un grupo de anabautistas de Suiza. Empezaron a estudiar la Biblia, y no encontraron en ella justificación para una "Iglesia del Estado", sino que los cristianos eran una comunidad de creyentes que libremente decidían seguir a Cristo, y que daban público testimonio de su fe por medio del bautismo de adultos. Esto significaba declarar inválido el bautismo de niños. En enero de 1525, en Zollikon, un suburbio de Zúrich, los miembros del grupo decidieron bautizarse unos a otros. Al ser el bautismo de adultos una parte fundamental de su fe, casi inmediatamente se les empezó a llamar "anabaptistas" (rebautizadores) aunque el grupo prefería el nombre de Hermanos Suizos.

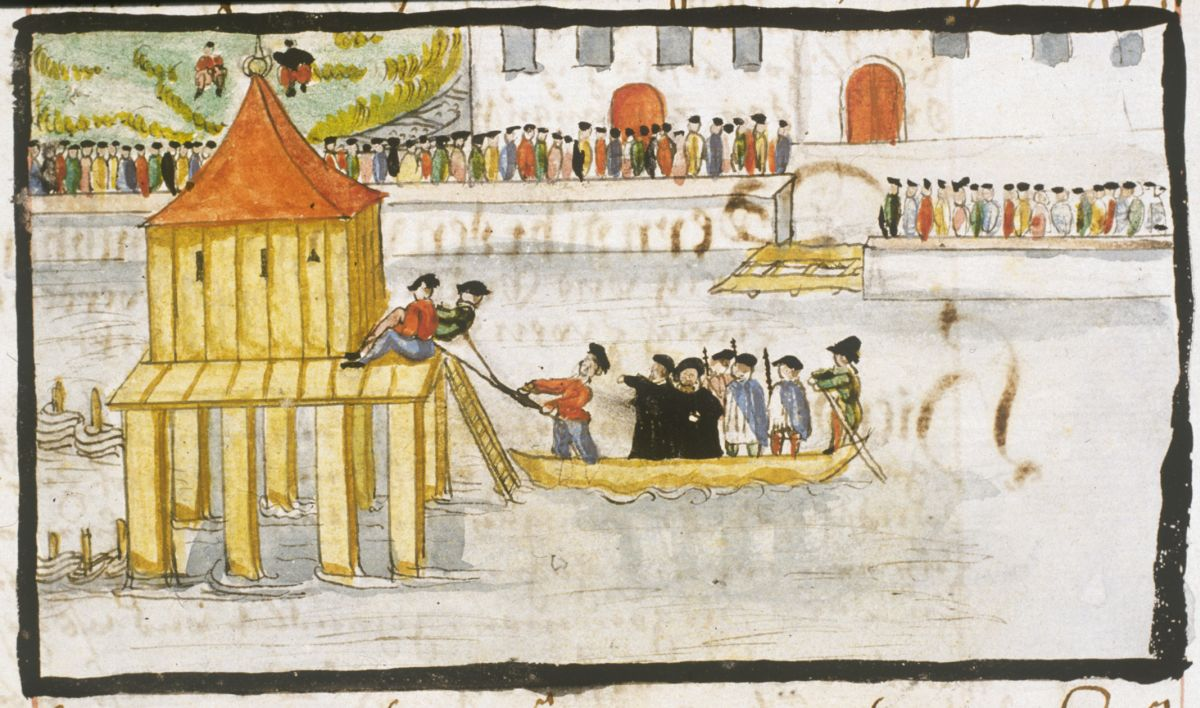
Ahogamiento de los anabaptistas Heini Reimann y Jakob Falk, el 5 de septiembre de 1528, por sentencia de las autoridades de Zúrich. (Heinrich Thomann)

El movimiento se extendió rápidamente por Europa, especialmente en los territorios del Sacro Imperio Romano Germánico. En 1529, a pesar de que los príncipes partidarios de la Reforma expresaron su célebre protesta (de donde viene el nombre "protestante") rechazando cualquier cosa "contraria a Dios o a su Santa Palabra", se pusieron de acuerdo con los católicos para perseguir a los anabaptistas.
Así fue promulgada la ley imperial del 23 de abril de 1529 que ordenaba "quitar la vida a todo rebautizador o rebautizado, hombre o mujer, mayor o menor, y ejecutarlo según la naturaleza del caso y de la persona, por fuego, por espada o por otro medio en cualquier lugar donde fuere hallado". Las medidas represivas se agudizaron después de la rebelión de los anabaptistas extremistas en Münster. Con el pretexto de aplastar el levantamiento que protagonizaron y sus ideas subversivas, se multiplicaron las ejecuciones de Hermanos a pesar de que siempre fueron pacifistas y rechazaron las ideas y prácticas de los münsteranos.

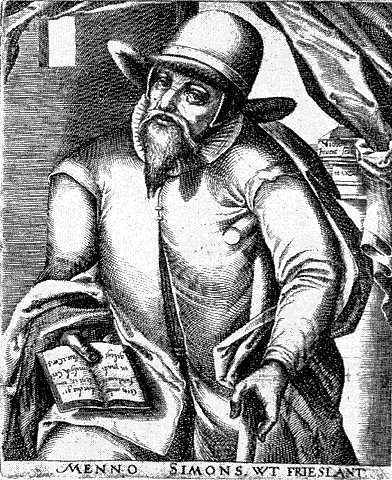
Menno Simons, Grabado de Christoffel van Sichem.

En 1537, Menno Simons, un ex sacerdote católico de  Frisia, fue ordenado anciano por el élder Obbe Philips y se convirtió en líder de la comunidad. Escribió para denunciar los errores de los anabaptistas extremistas de Münster y llamó a unirse a los anabaptistas pacifistas.
Menno desarrolló una exitosa labor pastoral en medio de la persecución. Participó en la organización de las congregaciones anabaptistas en Holanda, el norte de la actual Alemania y el noroeste de Polonia. Participó en numerosas polémicas con reformadores luteranos y calvinistas, con anabaptistas unitarios y con los partidarios de la violencia. En el interior de las propias congregaciones, las discusiones sobre la excomunión causaron rupturas. No le fue posible ponerse de acuerdo con las comunidades establecidas desde 1528 por los huterianos sobre la obligatoriedad o no para los cristianos de la comunidad de bienes.
Las congregaciones unidas al movimiento que contaba con la activa participación organizativa de Menno lograron consolidarse, aunque muchas veces tuvieron que peregrinar huyendo de un lugar a otro. La influencia de Menno llegó a ser tan notoria, que sus adversarios comenzaron a llamarlas "menistas" o "menonitas", a manera de insulto. Perseguidas sin cuartel en la Europa occidental, comunidades enteras de menonitas y otros anabaptistas se desplazaron forzadamente, estableciéndose en la Europa oriental, así como en Pensilvania en 1683, y durante el siglo XVIII, cuando, además surgió allí otra denominación anabaptista similar, la de Hermanos en Cristo.

### De Prusia a Rusia y más tarde a América
En 1786, a los agricultores menonitas que se habían asentado en el delta del río Vístula de Prusia desde el siglo XVI, se les impuso severas condiciones para su permanencia en el lugar. Por eso, en 1788 la emperatriz de Rusia Catalina la Grande aprovechó esa situación y los invitó a que emigraran al Imperio ruso. Dichos menonitas aceptaron la invitación, pasando a ser conocidos desde entonces como menonitas de Rusia. También lo hicieron otros grupos de habla alemana, los cuales serían genéricamente conocidos como alemanes de Rusia, aunque los menonitas siempre mantuvieron sus colonias separadas.
Los menonitas habían sido eximidos por Catalina II de la obligación de prestar el servicio militar y pudieron continuar con su idioma, el que habían adoptado en Prusia, y que sería conocido como Plautdiestch o bajo alemán menonita. Pero esta condición, como la autonomía de que gozaban en sus escuelas y comunidades, fueron abolidas en 1870, por lo que muchos menonitas decidieron emigrar a Canadá, donde fueron aceptados en 1873, y en menor medida a Estados Unidos. En este último país ya había muchas comunidades menonitas y amish desde 1683, los cuales hablan el llamado alemán de Pensilvania. 
Entre 1874 y 1880, aproximadamente siete mil menonitas migraron a Manitoba. De los 18 000 menonitas  que abandonaron Rusia con destino a Norteamérica entre 1873 y 1883, 10 000 se dirigieron a los Estados Unidos, donde se establecieron principalmente en Kansas, Nebraska y el Territorio de Dakota; los 8.000 restantes emigraron a la provincia canadiense de Manitoba.
En Estados Unidos, deseando mantener su ética pacifista, muchos menonitas rehusaron apoyar la Primera Guerra Mundial. Algunos conscriptos jóvenes en Europa y los Estados Unidos pasaron el conflicto en la cárcel, donde algunos murieron como consecuencia de malos tratos y torturas. Al avecinarse la Segunda Guerra Mundial se reconoció en Estados Unidos el derecho de los objetores de conciencia, y miles de jóvenes participaron en un Servicio Voluntario Alternativo. El modelo fue tan exitoso que ha continuado hasta ahora (es la base de los voluntarios del Comité Central Menonita), y ha sido imitado por programas como el Cuerpo de Paz de los Estados Unidos.
En tanto, en Canadá, la tranquilidad no sería definitiva para los menonitas de Rusia. Dicho país comenzó a exigir el idioma inglés, con excepción de los franceses, por lo que muchos de los más conservadores decidieron emigrar a diferentes países de Iberooamérica a partir de 1920, con el fin de poder preservar su identidad y tradiciones. Ya en 1877 habían llegado los primeros menonitas de Rusia a la Argentina, cuando se formó una colonia agrícola a orillas del arroyo Nievas, cerca de Olavarría, en la provincia de Buenos Aires; sin embargo, no eran tan conservadores, por lo que se unieron a otros inmigrantes alemanes no menonitas radicados en la zona. A Argentina, los menonitas de Rusia más tradicionalistas llegarían más tarde, a partir de la década de 1980.
Muchos de los menonitas conservadores que abandonaron Canadá en 1920 se establecieron en México y, desde allí, con el paso de las décadas, fueron migrando a diferentes países de Iberoamérica, siempre en busca de evitar la asimilación. En cada uno de los países de asentamiento, la modernización de estos grupos ha ido provocando que los miembros más tradicionalistas decidan emigrar a otros países donde puedan evitar la asimilación, y con ella, la pérdida de su cultura.
En la Unión Soviética, las políticas de Stalin y las hambrunas forzadas como el Holodomor causaron nuevos éxodos de menonitas a América. Entre 1920 y 1930 nuevos grupos se establecieron en Canadá, México y Paraguay. La Segunda Guerra Mundial resultó desastrosa para la mayoría de los menonitas que quedaron en la Unión Soviética. Junto al resto de los alemanes étnicos de Rusia, fueron deportados a campos de concentración Gulags ubicados en Siberia y otros lugares de Asia central, donde sufrieron un genocidio.
Parte de los menonitas de la Unión Soviética que huían de la persecución estalinista emigraron a Paraguay en 1930. Allí se trasladaron también otros menonitas de Estados Unidos, Canadá, Belice y México. En 1945 llegó una nueva ola de refugiados, que se instalaron en Uruguay, Brasil y Paraguay. Desde la década de 1980 se establecieron en Argentina. En las últimas décadas se han acelerado los movimientos migratorios, y hoy hay importantes colonias de menonitas que mantienen el uso del idioma alemán en Colombia, Paraguay, Bolivia, Uruguay, Brasil, México, Perú y Argentina.
En Estados Unidos y Europa, los menonitas se han opuesto a tomar parte en las guerras de Vietnam e Irak y han participado en numerosas campañas pacifistas.
En años más recientes, los nuevos asentamientos menonitas en países de Iberoamérica con muy baja o nula cultura agropecuaria han provocado la sorpresa respecto al hecho de que la actividad agropecuaria requiere del desmonte de la tierra. En otros, como Bolivia, se ha "denunciado" que estas colonias de menonitas serían altamente perjudiciales y ocasionarían un grave daño al ecosistema con el talado masivo de la cubierta forestal, así como la expulsión de pueblos indígenas. Sin embargo, dichos menonitas no han ocupado ilegalmente sus terrenos, sino que los han comprado hace varios años y con los fines expresos de trabajarlos. Más concretamente, a mediados de 2021, y tras haber dejado durante una década que las familias menonitas de la colonia Valle Verde (ubicada en cercanías de la localidad de Quimome, a unos 30 km de San José de Chiquitos, Bolivia) desarrollaran la infraestructura construyendo caminos, acueductos, viviendas, galpones, etc.,[cita requerida] el llamado "Instituto de Reforma Agraria" (también conocido por sus siglas INRA) "resolvió" que 20 familias no pertenecientes a la comunidad cultiven esas tierras. Dichas familias fueron llevadas hasta allí y se instalaron en carpas en los campos de los menonitas.
El 14 de febrero de 2022, el "Instituto de Reforma Agraria" de Bolivia envió a Quimome una enorme caravana de camiones y camionetas conducidos por más de 400 policías con orden de desalojar a 120 familias menonitas con el fin de entregarles esas propiedades a personas afines al partido político boliviano MAS ("Movimiento al Socialismo", cuyo presidente es Evo Morales),[cita requerida] las cuales no son de la zona, pero fueron transportadas por la propia policía en dichos camiones para que tomaran posesión de todas las inversiones que a lo largo de los años han hecho las familias menonitas.

## Las colonias agrícolas de los "menonitas de Rusia"

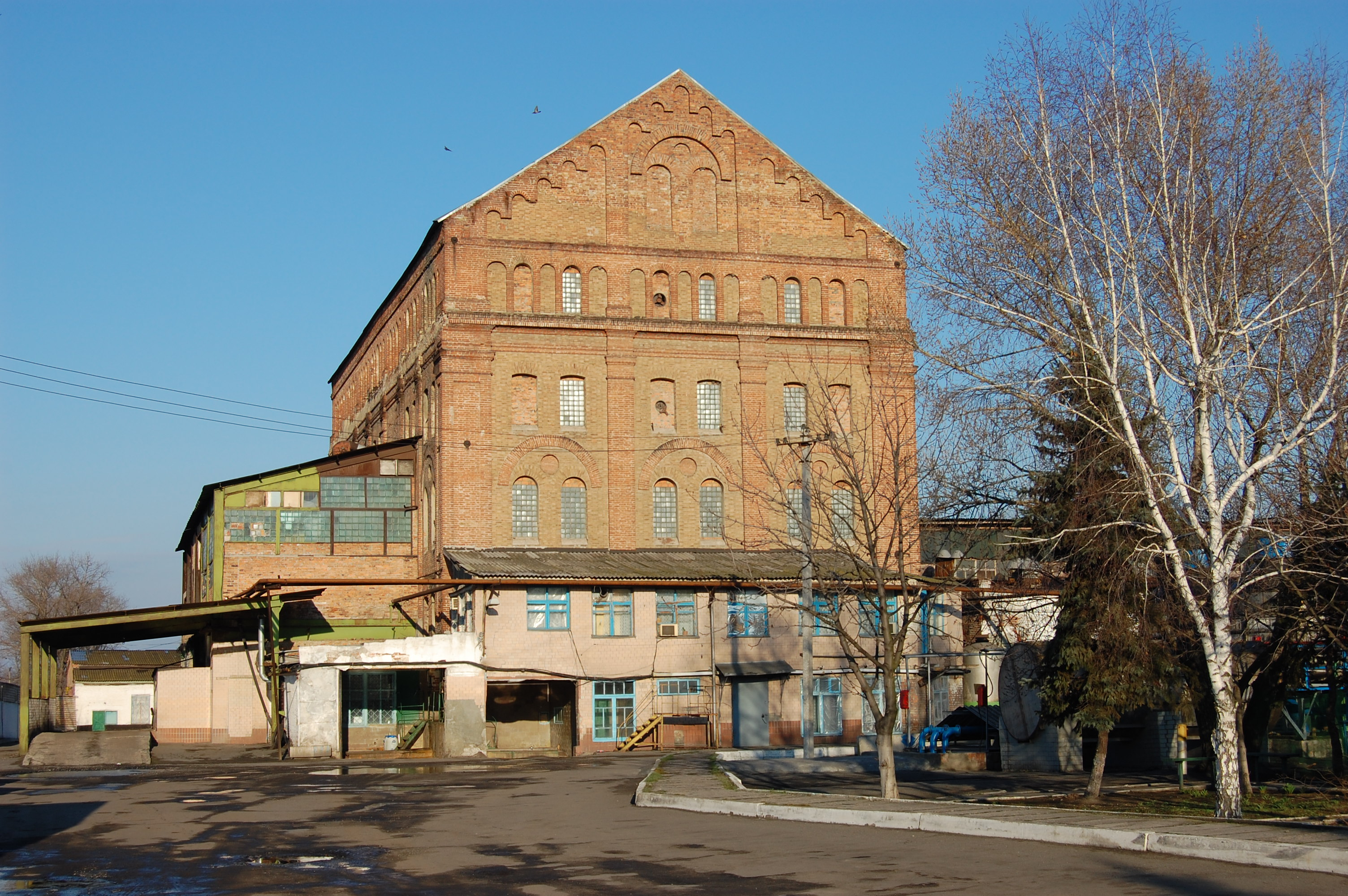
Antigua iglesia menonita en Molochansk (Ucrania).

Aproximadamente el 15 % de los menonitas pertenecen a comunidades que conservan el idioma alemán y tradiciones centenarias. La historia de este grupo de menonitas se caracteriza por las migraciones repetidas de sus grupos, ya que buscan lugares donde se puedan establecer y donde sus prácticas sean aceptadas sin interferencia del estado o la sociedad.
Estos grupos proceden principalmente de dos orígenes: a) de Suiza, donde en 1700 se originaron los amish, los menonitas de la antigua orden y grupos modernos como la "iglesia menonita de los Estados Unidos" (en inglés: Mennonite Church USA) y varios otros grupos, ahora en Canadá y Estados Unidos; y b) del los Países Bajos y de Alemania Septentrional que se instalaron pimeramente en Prusia Occidental y desde 1789 en el Imperio ruso. Estos grupos, llamados en general de la "antigua colonia" por la zona de la Colonia de Jórtytsia donde habitaban, comenzaron a radicarse desde 1874 en Estados Unidos y Canadá, desde 1922 en México; desde 1927 en Paraguay, desde 1930 en Brasil; desde 1954 en Bolivia; y desde de 1958 en Belice y, recientemente, en Argentina  y Perú. Estos grupos se han dedicado a la labranza de la tierra y a un estilo de vida sencillo, sin automóviles, electricidad ni otros inventos de la vida moderna. Se distinguen por sus vestimentas modestas. Así expresan su interpretación de la fe cristiana, en la que es muy importante mantenerse apartados del mundo. Aunque también existen colonias, especialmente en Paraguay y Brasil, que profesan la fe tradicional, pero no tanto la vida sencilla, emplean modernas técnicas en la agricultura y ganadería, e incluso cuentan con modernas industrias y sistemas de producción entre los más avanzados de la región.[cita requerida]

## Creencias
Las creencias del movimiento son las de la Iglesia de creyentes. También existen otras creencias específicas, como la negativa del uso de armas contra los humanos, y por tanto del servicio militar.
Una minoría fundamentalista también rechaza el progreso tecnológico y la modernidad.

### Creencias Fundamentales
•	Pacifismo: rechazo total de la violencia y las guerras; son objetores de conciencia.
•	Bautismo de Adultos: el bautismo es una decisión personal de fe, lo que los diferencia de las denominaciones que practican el bautismo infantil.
•	Separación del Mundo: en muchos casos, los menonitas buscan aislarse de las influencias externas del mundo para mantener su fe y costumbres.
•	Comunidades Autónomas: en áreas rurales, muchos menonitas viven en comunidades cerradas con un enfoque en la autosuficiencia.

### Creencias sobre la homosexualidad
La mayoría de las denominaciones menonitas tienen una posición conservadora sobre la homosexualidad.
El Brethren Mennonite Council for LGBT Interests fue fundado en 1976 en los EE. UU. y tiene iglesias miembros de diferentes denominaciones en los EE. UU. y Canadá.
La Iglesia Menonita de Canadá deja la elección a cada iglesia para el matrimonio entre personas del mismo sexo.
La Iglesia Menonita de los Países Bajos y la Iglesia Menonita de EE. UU. permiten el matrimonio entre personas del mismo sexo.

## Diversidad Entre Menonitas
• Old Order Menonitas (Vieja Orden Menonita): las comunidades más tradicionales, que rechazan las tecnologías modernas y llevan una vida aislada;
• Menonitas Modernos: otros grupos son más abiertos al uso de la tecnología y viven en ciudades, participando activamente en la sociedad moderna, aunque manteniendo sus principios de fe y pacifismo.

## Cultura y Costumbres
•	Lengua: en muchas comunidades conservadoras, se habla el “Plautdietsch” (un dialecto bajo alemán) o el alemán estándar;
•	Educación: muchas comunidades menonitas tienen sus propias escuelas, enseñando no solo materias tradicionales, sino también sus valores religiosos y culturales;
•	Fiestas Religiosas: las principales festividades giran en torno a la vida religiosa cristiana, como la Navidad y la Pascua, pero sin los adornos ni celebraciones elaboradas típicas de otras denominaciones.

## Fertilidad
La tasa de fecundidad para las mujeres menonitas era alrededor de 6 a 8 hijos.
Según un estudio realizado en 2019, el 40% de las mujeres menonitas tienen 7 o más hijos.Entre los menonitas de Wenger parte de los menonitas de la antigua orden, entre 1966 y 1996, la fecundidad total osciló entre 10,68 y 8,31 para las mujeres casadas, y las tasas de fecundidad específicas por edad para las mujeres de 20 a 24 años nunca descendieron por debajo de 0,500. Entre los menonitas de México, la mediana de nacimientos vivos de mujeres mayores de 45 años fue de 9,5 en 1990.
Entre grupos amish y menonitas de Estados Unidos, la mayoría de los encuestados (96% de los Amish y 99% de los Menonitas) tenían hijos y el tamaño de la familia era significativamente mayor entre los encuestados Amish en comparación con los menonitas (mediana de 8 hijos en amish frente a mediana menonita de 7 hijos).

## Movimientos
Hoy existe una amplia gama de diferentes tipos de menonitas, que van desde muy tradicionales hasta muy modernos:
- Menonitas muy tradicionales como los menonitas de la antigua orden, que hablan alemán de Pensilvania (también llamado deitsch), y que viven en Norteamérica y los menonitas alemanes tradicionales que vivían en Rusia y que hablan plautdietsch y que viven en su gran mayoría en Iberoamérica. Ambos grupos conservan tradiciones centenarias. La historia de estos grupos de menonitas se caracteriza por sus reiteradas migraciones en busca de lugares donde establecerse y en los que sus prácticas sean aceptadas sin interferencia del estado o la sociedad. Rechazan las nuevas tecnologías, la electricidad, los coches, etc. Como cada grupo decide qué tecnologías rechazan, es difícil hacer generalizaciones. Los menonitas de la antigua orden viven casi exclusivamente en los Estados Unidos y Canadá, mientras que los menonitas rusos emigraron a varios países iberoamericanos como México, Paraguay, Bolivia y otros.
- Menonitas modernos. Actúan como una iglesia protestante tradicional. La gran mayoría ya no usan el idioma alemán, sino el idioma del país donde viven y aceptan la vida moderna con todos los avances modernos. Ejemplos de grupos modernos son Mennonite Church USA y Mennonite Church Canada.
- Menonitas de grupos intermedios que están cambiando hacia la modernidad o se establecieron permanentemente en un punto medio. Aceptan la vida moderna, aunque con limitaciones. Según la comunidad, pueden rechazar la radio, la TV, la informática, el coche propio, etc. Un ejemplo de un grupo intermedio es Church of God in Christ, Mennonite, que tiene miembros de orígenes diferentes en muchos países, incluida la Iberoamérica.

Los menonitas también se pueden agrupar según el origen de sus miembros: descendientes de los primeros menonitas europeos, y conversos modernos de los siglos XX y XXI. Los grupos tradicionales son casi exclusivamente de origen europeo tradicional, mientras que los grupos modernos e intermedios pueden estar formados por personas de origen europeo tradicional, de conversos locales o de una mezcla de ambos grupos.
Los amish también pertenecen a la rama menonita. Se llamaron “menonitas amish” (Inglés: Amish Mennonites) durante mucho tiempo, hasta que durante el siglo XIX se separaron en dos grupos: los más modernos mantuvieron el nombre “menonitas amish”, mientras que los más tradicionales se cambiaron al de “amish de la antigua orden”.

## Comité Central Menonita
En 1920, con recursos de congregaciones de Canadá, Estados Unidos y los Países Bajos, diferentes denominaciones menonitas, los Hermanos en Cristo y los amish, fundaron el Comité Central Menonita, para ayudar a sus hermanos de Ucrania afectados por los sufrimientos causados por la Primera Guerra Mundial y la guerra civil subsiguiente. Desde entonces, el Comité ha logrado exitosas campañas para socorrer en todo el mundo a poblaciones pobres o afectadas por catástrofes naturales o guerras, sin importar el credo de las personas que reciben la ayuda. En Laos, el Comité ha ayudado a financiar los programas para eliminar las minas antipersonales sembradas durante las campañas militares norteamericanas por la guerra de Vietnam.
Además de su presencia en situaciones de desastre en diferentes partes, el Comité Central Menonita desarrolla también programas de intercambio cultural, como el IVEP (International Visitor Exchange Program) que tienen como propósito desarrollar y fortalecer las habilidades vocacionales de sus participantes y proveer de experiencias interculturales y de servicio voluntario.
Algunos de los objetivos del IVEP son:
- Promover la paz y reconciliación internacional.
- Ayudar a los participantes a entender mejor a otros y a sí mismos.
- Fortalecer los lazos de la comunidad cristiana, entre otros.

Este programa está dirigido principalmente a adultos jóvenes entre 18 y 30 años de edad, de 30 países, y van a Canadá y a EE. UU. por un año.

## Difusión y distribución

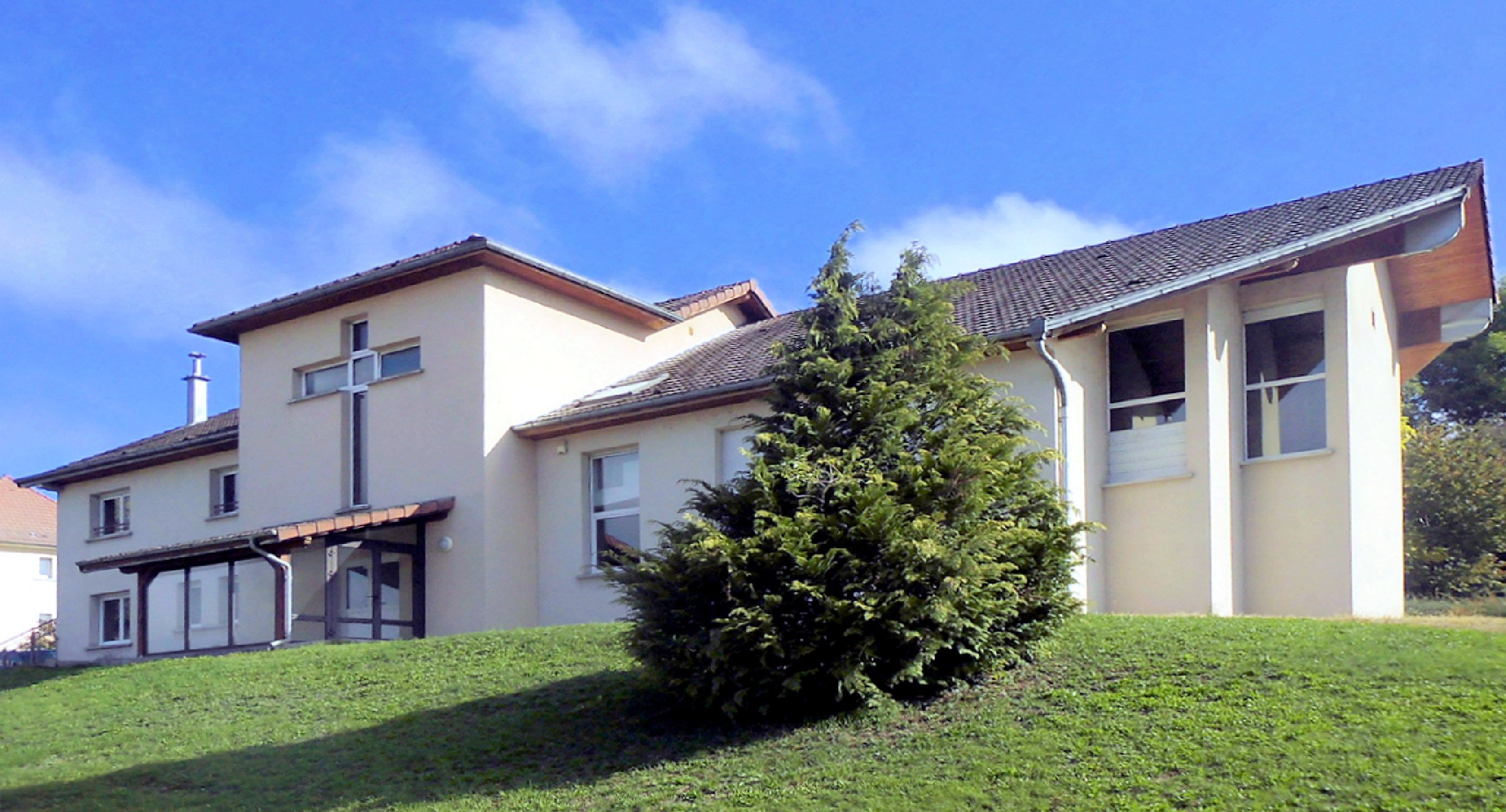
Iglesia Evangélica Menonita en Altkirch, Asociación de Iglesias Evangélicas Menonitas de Francia.

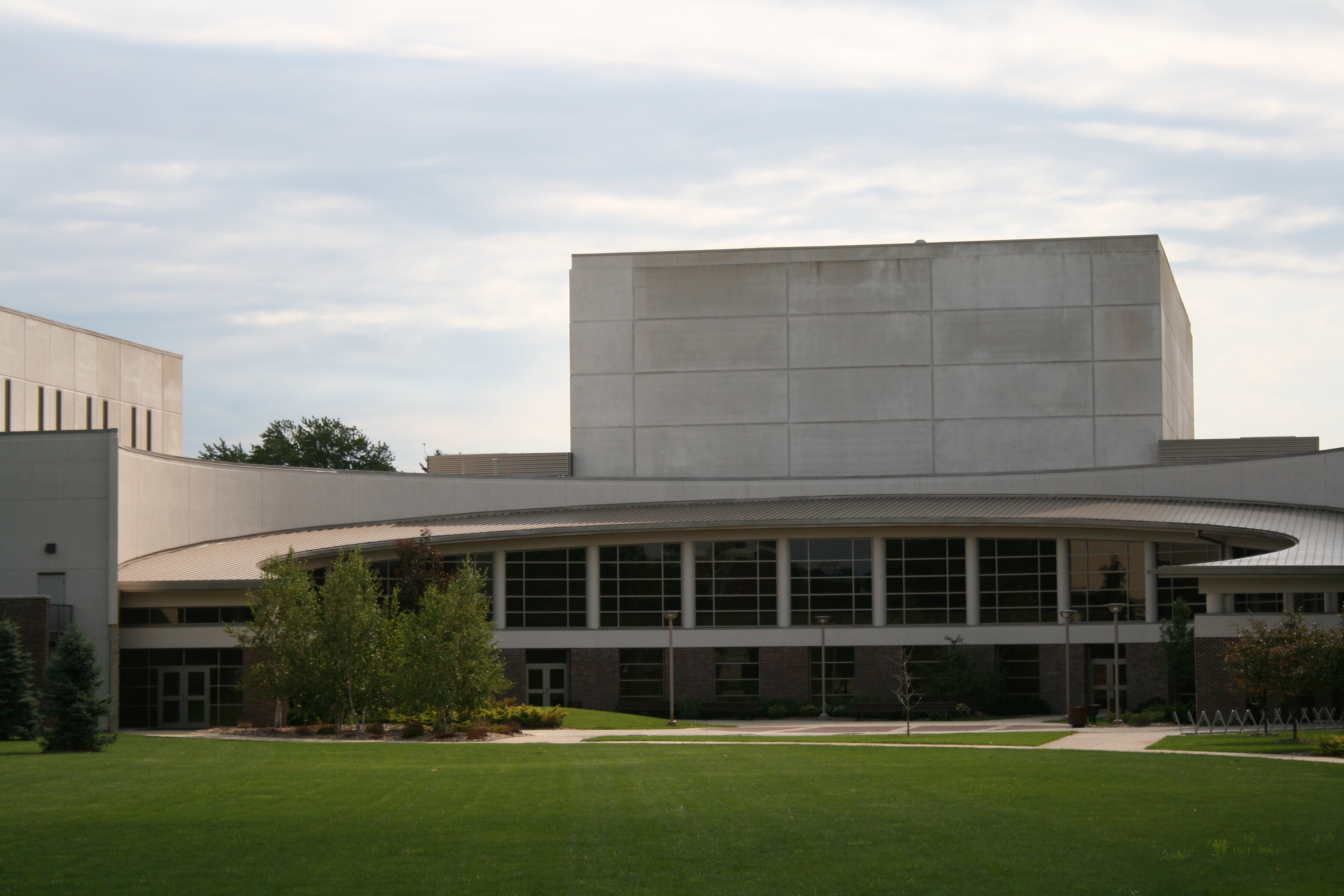
Centro de música del Goshen College en Goshen (Indiana), Mennonite Church USA.

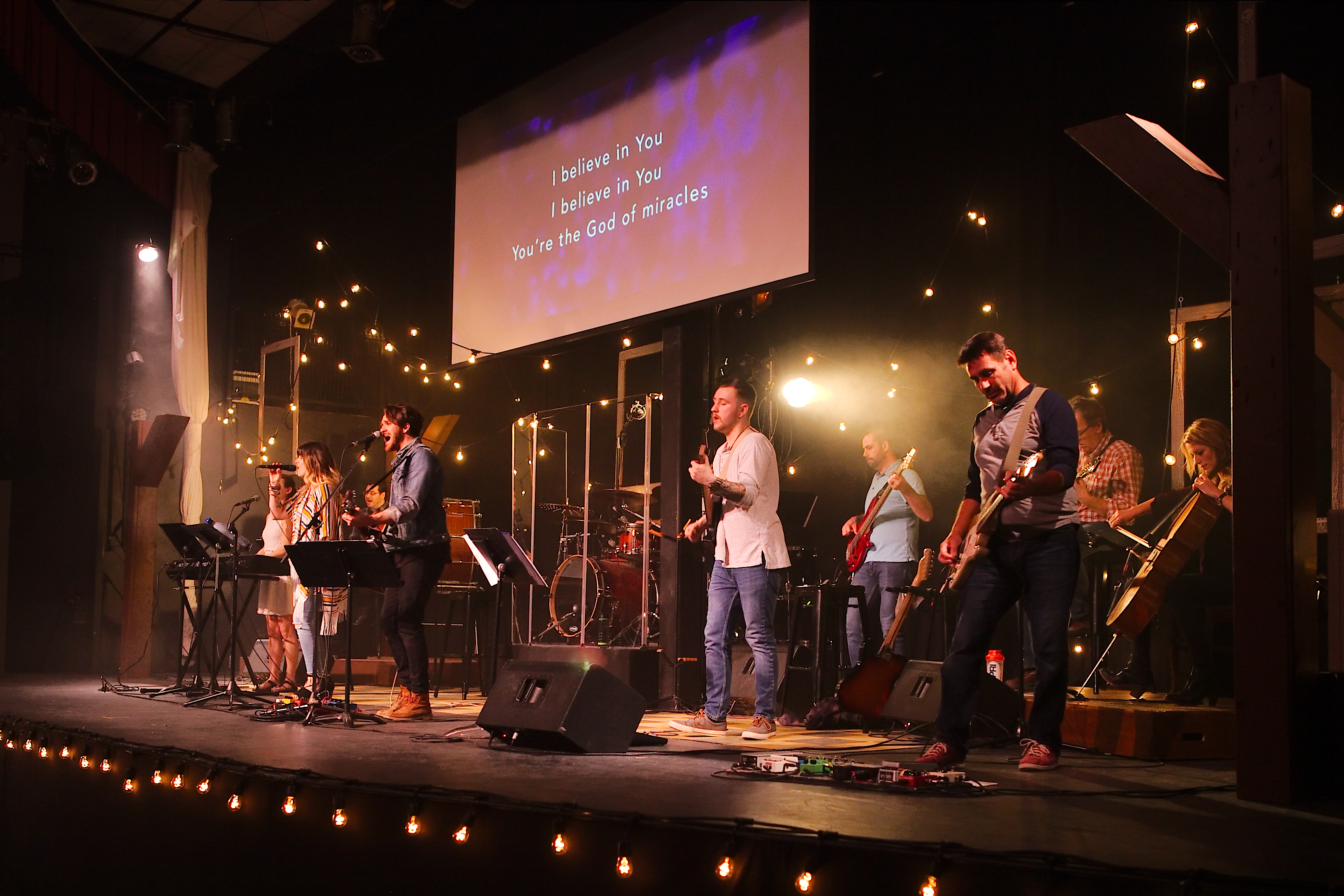
Culto en The Meeting Place en Winnipeg, Canadian Conference of Mennonite Brethren Churches.

Según un censo del Congreso Mundial Menonita de 2022, existen 109 denominaciones menonitas, con presencia en 59 países y un total de 1,47 millones de bautizados.

### América
A principios del siglo XX se despertó en las iglesias menonitas de los Estados Unidos, Canadá y México el interés por enviar misioneros a otros países, especialmente de América. Los primeros misioneros llegaron a la Argentina en 1917. En la misma época aparecen registros de menonitas emigrados de Rusia a América. Fue en Argentina, en 1877, cuando se formó una colonia agrícola en el arroyo Nievas, cerca de Olavarría, en la provincia de Buenos Aires. Estos menonitas no mantuvieron su identidad, y posiblemente se fusionaron con iglesias luteranas que servían a otros inmigrantes alemanes que llegaron en la misma época.
En la década de 1870, las políticas de rusificación del gobierno ruso hicieron que 18 000 menonitas holandeses (un tercio del total de Rusia) se fueran a América del Norte.
El censo de 2001 registró 191 000 menonitas en Canadá. Más de la mitad de todos los menonitas viven en ciudades y el cambio de las comunidades rurales tradicionales a la vida urbana ha reflejado el de la población en general. Winnipeg en 2010 tenía una de las mayores poblaciónes menonitas urbanas del mundo con 20 mil y 45 iglesias menonitas.Hay muchos menonitas no étnicos en Canadá. Especialmente en los últimos 50 años, muchas personas han optado por unirse a las iglesias menonitas, aunque esto es poco común en las iglesias tradicionalistas. Los menonitas tradicionalistas tienden a vivir en áreas rurales, y los grupos que viajan en carruajes tirados por caballos se encuentran predominantemente en el suroeste de Ontario, especialmente en el norte de la región de Waterloo y en los condados de Wellington, Perth, Huron, Grey y Bruce.
Según un informe de la Universidad de Waterloo , "de los 59.000 menonitas estimados en Ontario, sólo alrededor del veinte por ciento son miembros de grupos conservadores". El mismo informe estima que "hay alrededor de 175 000 menonitas en Canadá".Datos del 2011 estiman en 175 000 menonitas en Canadá.

### En inglés
- GAMEO: Enciclopedia online anabaptista menonita.
- Mennonite Central Committee
- Relación entre menonitas y anabaptistas

- Datos: Q110223
- Multimedia: Mennonites / Q110223